# Never Before/When a Blind Man Cries
Never Before/When a Blind Man Cries è un singolo dei Deep Purple pubblicato nel 1972.

## Tracce
Lato A
1. Never Before – 3:26 (Ritchie Blackmore, Ian Gillan, Roger Glover, Jon Lord, Ian Paice)

Lato B
1. When a Blind Man Cries – 3:30 (Ritchie Blackmore, Ian Gillan, Roger Glover, Jon Lord, Ian Paice)

## I brani
Never Before
La canzone sul singolo è una versione differente rispetto a quella presente sull'album Machine Head; un video promozionale del brano venne distribuito nel 1972.
Il brano venne proposto raramente in concerto. L'unico album dal vivo su cui appare è Deep Purple in Concert, che è stato registrato nel periodo di uscita del singolo, di poco precedente all'uscita di Machine Head.
I Deep Purple hanno di nuovo suonato Never Before in tour nel 2004, durante il quale suonavano l'intero album Machine Head.
Cover
- Gary Barden ha fatto una cover del brano nel suo album Rock 'n' Roll My Soul del 2011.
- I Vanadium hanno incluso una versione della canzone nel loro Born to Fight del 1986.